# 三浦こう
三浦 こう（みうら こう、1872年〈明治5年〉6月22日 - 1943年〈昭和18年〉6月）は、日本の産婦人科医。夫は三浦万太郎、旧姓は村岡。東三河地方初の女医である。浜松の内田みつ、東京の吉岡彌生とともに、「三女医三女傑」と称された。

## 経歴

### 青年期
村岡こうは筑摩県諏訪郡富士見村（現・長野県諏訪郡富士見町）に生まれた。生家は代々御典医を務めた村岡家であり、こうは幼少時から頭脳明晰だった。当初は産婆（助産婦）を志していたが、弟の千仁の医者の修行を見て女医を志すようになり、上京して日本初の私立医学校である済生学舎に入学した。

### 蒲郡での活動

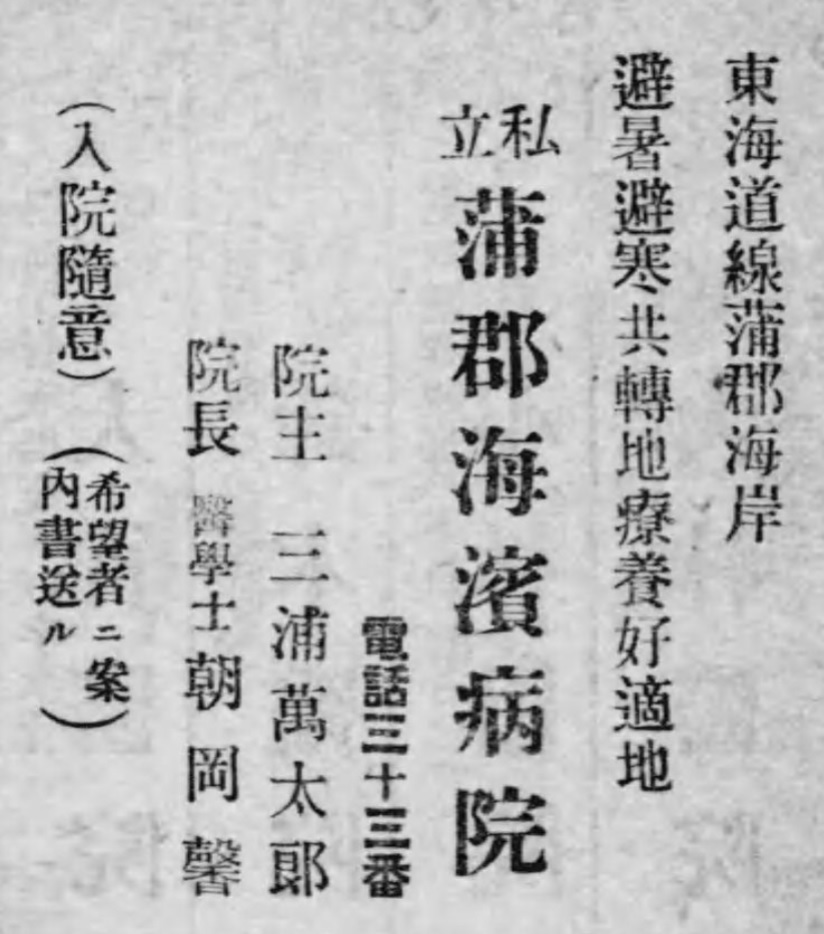
蒲郡海浜病院の広告

1893年（明治26年）、21歳の時に医術開業試験に合格した。医籍番号は6960号であり、専科は産婦人科である。済生学舎の3年先輩に三浦万太郎がおり、万太郎とともに万太郎の故郷の愛知県宝飯郡形原村（現・蒲郡市）に戻ると、結婚して二人で愛明堂医院を開業した。万太郎が眼科、こうが婦人科を受け持つ医院であり、こうは東三河地方で初の女医となった。
1910年（明治43年）には豊橋市から内科医を迎え、こうと万太郎は蒲郡海浜病院（現・蒲郡厚生館病院）を設立した。蒲郡海浜病院は東三河地方初の総合病院であり、三河湾を一望できる場所に約30室の病室を有する病院だった。こうは午前に蒲郡海浜病院で、午後に愛明堂医院で診察を行い、着物と袴姿で自転車に乗って蒲郡町、三谷町（現・蒲郡市）、幡豆町（現・西尾市）などに往診に出かけることもあった。こうは堕胎に関係して逮捕されたこともある。

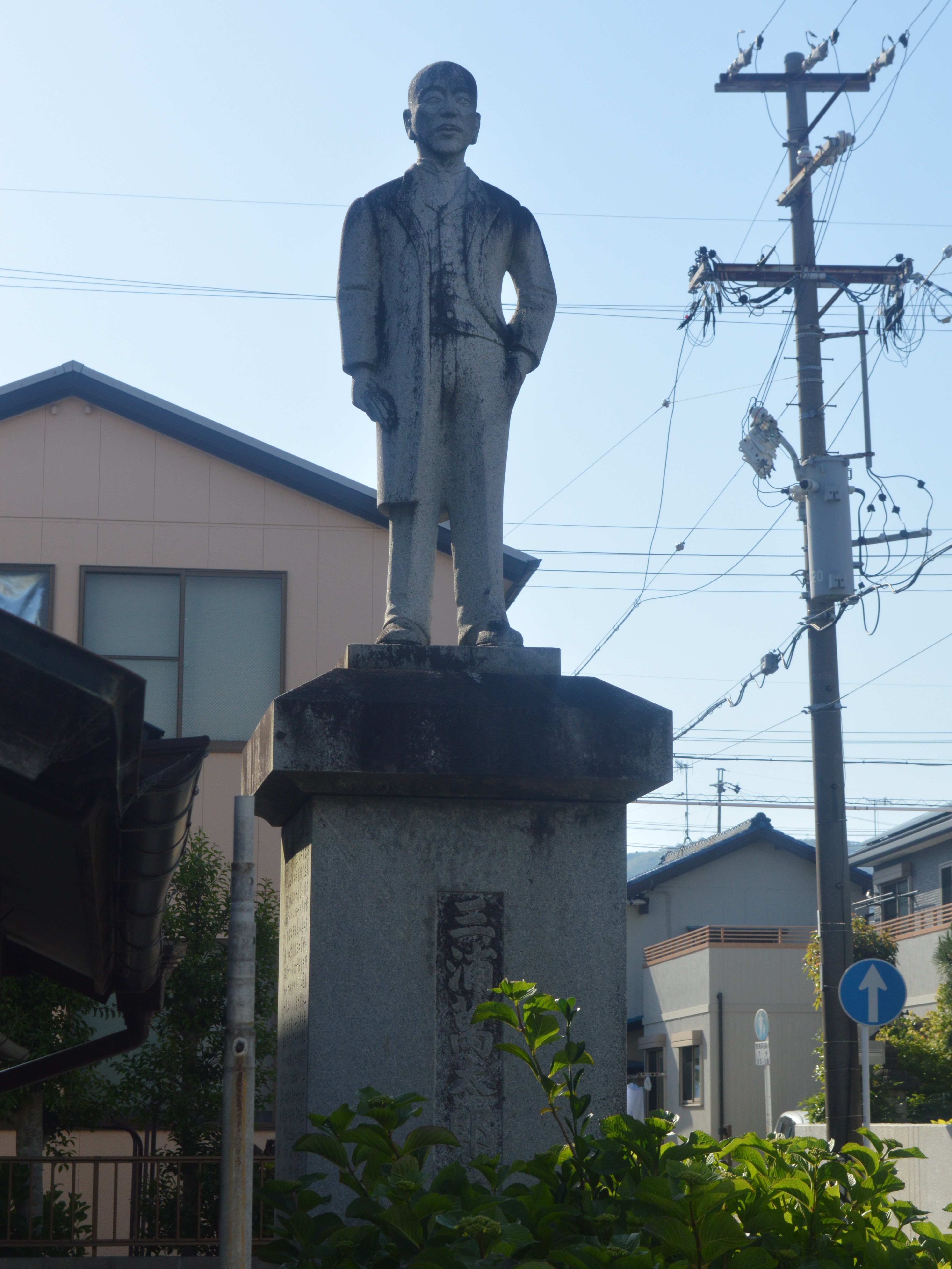
夫の三浦万太郎

1919年（大正8年）頃には万太郎の弟の三浦政夫が大阪医科大学（現・大阪大学医学部）を卒業し、蒲郡海浜病院の院長に就任したことから、万太郎は実業家としての事業に専念するようになった。万太郎は奥飛騨温泉郷の平湯温泉の開発を志したが失敗。また万太郎は独力で形原漁港の埋立工事を行い、1929年（昭和4年）に工事が完了したが、こちらも借金だけが残った。

### 晩年
1934年（昭和9年）、姪の小川りんが東京女子医学専門学校（現・東京女子医科大学）を卒業し、形原町に来て蒲郡海浜病院を手伝うようになった。万太郎とこうの養子の一人も医師となり、やはり蒲郡海浜病院に勤務している。この頃には万太郎は家に戻らなくなり、こうが一人で家や病院を切り盛りしていたが、万太郎は半身不随となった後の1935年（昭和10年）に死去した。
小川りんも結婚して形原町を離れ、養子もこうの厳しさに耐えかねて形原町を離れた。6人から7人いた看護婦がだんだん少なくなると、1940年（昭和15年）頃にはこう自身も病気となり、蒲郡海浜病院は閉鎖された。1943年（昭和18年）6月、こうは71歳で死去した。